# 静岡県道354号静岡環状線
静岡県道354号静岡環状線（しずおかけんどう354ごう しずおかかんじょうせん）は静岡県静岡市内を通る環状の一般県道である。

## 概要
静岡市中心部（静岡駅前など）の周縁道路を六角形に繋げることで疑似的な環状道路を形成している。

### 路線データ
- 認定：1972年10月31日
- 起点：静岡市駿河区南安倍三丁目
- 終点：静岡市駿河区南安倍三丁目
- 総延長：8.1km

## 通称
- さつま通り - 徳川家康による駿府城拡張の際、安倍川沿いに薩摩藩によって築かれたと伝わる「薩摩土手」の跡[1]。
- 安西通り -  国道362号との重複区間（0.2km）を含む
- つつじ通り - 日吉町駅 - 日出町交差点間の通称
- 久能街道 - 静岡県道384号高松日出線との重複区間（0.6km）
- 南幹線 - 静岡県道407号静岡草薙清水線との重複区間（2.1km）
- インター通り - 静岡県道84号中島南安倍線との重複区間（0.4km）

上記の道路（水落交差点から日吉町駅までの区間と、つつじ通りと久能街道は同じ一辺にあたる）や、駿府城外堀（北側）沿いの道路（安西通りと水落交差点の間）で六角形を形成している。

## 通過する自治体
- 静岡市（駿河区、葵区）

## 接続道路
- 静岡県道407号静岡草薙清水線（南安倍三丁目交差点、八幡二丁目交差点）
- 静岡県道84号中島南安倍線（南安倍三丁目交差点、南安倍交差点）
- 国道1号（南安倍交差点、日出町交差点）
- 静岡県道208号藤枝静岡線（弥勒交差点）
- 国道362号（安西四丁目西交差点、安西四丁目交差点）
- 静岡県道27号井川湖御幸線（安倍町交差点）
- 静岡県道67号静岡清水線（水落交差点）
- 静岡県道384号高松日出線（日出町交差点、八幡二丁目交差点）

## 沿線の主要施設
- 静岡市立駒形小学校
- 静岡市立番町小学校
- 静岡英和女学院中学校・高等学校
- 駿府城址
  - 静岡市立葵小学校
  - 静岡市中央体育館
  - 静岡市民文化会館
- 常葉大学附属常葉中学校・高等学校
- しずおか焼津信用金庫本店